# Eustachy Stanisław Sanguszko
Eustachy Stanisław Sanguszko (18. července 1842 Gumniska – 2. dubna 1903 Gries bei Bozen) byl rakouský šlechtic a politik polské národnosti z Haliče, v 2. polovině 19. století poslanec Říšské rady, v závěru století zemský maršálek Haliče a pak haličský místodržící.

## Biografie
Pocházel ze starého polského šlechtického rodu. Jeho otcem byl šlechtic a politik Władysław Hieronim Sanguszko. Mládí strávil Eustachy v Paříži. Studoval v letech 1860–1862 na Pařížské univerzitě, pak v letech 1862–1864 právo na Jagellonské univerzitě v Krakově. Studia ale musel přerušit a převzít kvůli nemoci svého bratra Romana statek na Volyni.
Angažoval se i v politice. V letech 1878–1890 a 1899–1902 zastával funkci předsedy okresní rady v Tarnowě, od roku 1881 byl prezidentem pobočky zemědělské společnosti v Tarnowě, přičemž od roku 1892 byl jejím čestným prezidentem.
Od roku 1871 nebo 1873 zasedal jako poslanec Haličského zemského sněmu. V období let 1890–1895 zastával funkci maršálka zemského sněmu (předseda sněmu a nejvyšší představitel zemské samosprávy). Za jeho působení v čele sněmu proběhla ve Lvově první zemská haličská výstava. V letech 1895–1898 pak po Kazimírovi Badenim zastával úřad místodržícího Haliče, což byl nejvyšší představitel státní správy na území této korunní země. Zasloužil se o rozvoj dopravní sítě v Haliči, o vodní díla a podporu zemědělství.
Byl i poslancem Říšské rady (celostátního parlamentu), kam usedl v doplňovacích volbách roku 1874 za kurii venkovských obcí v Haliči, obvod Tarnow, Pilsno, Dombrowa atd. V roce 1873 se uvádí jako hrabě Eustachius Sanguszko, statkář, bytem Gumniska. V parlamentu zastupoval opoziční slovanský blok. Byl členem poslanecké frakce Polský klub.
Po odchodu ze sněmovny byl roku 1879 (místo svého otce) jmenován dědičným členem Panské sněmovny (horní nevolená komora Říšské rady).
Zajímal se i o památkovou ochranu. V letech 1887–1895 byl členem ústřední komise pro výzkum a záchranu uměleckých a historických památek. V roce 1889 se stal prezidentem spolku Towarzystwo Tatrzańskie. Finančně podporoval lvovský list Dziennik Polski. V roce 1891 získal titul tajného rady, roku 1898 získal Řád zlatého rouna.
V závěru života trpěl zdravotními obtížemi, které si léčil v Griesu u Bolzana v Tyrolsku. Zde také v dubnu 1903 zemřel.